# DRAGON76
DRAGON 76（どらごんななろく、1976年9月9日 - ）は日本のアーティスト。本名は藤田智。76は1976年生にちなんだもの。滋賀県出身大阪芸術大学附属大阪美術専門学校卒。主に壁画やライブペインティングや個展の開催等の活動を行っている。2016年からは拠点をニューヨークに移し活動中。2023年6月、アメリカ同時多発テロ事件の現場に巨大壁画を描いた。2014年には福岡の天神ソラリアプラザ西側のガラス面に期間限定で巨大壁面アートを描いた。

## 主な経歴
- 2010年ネルソン・マンデラの娘ジンジ・マンデラの50歳の誕生日に南アフリカのヨハネスブルグで開催されたパーティーでアーティストとして招待されライブペイントを披露する。
- イギリスのサッカーリーグ、プレミアリーグのリバプールFCからプロモーションムービーの制作依頼を受け、現地で制作する。
- 2015 年に日本で開催された世界的なストリートアートフェスPOW! WOW! JAPANへの参加をきっかけに、翌2016年にもPOW! WOW! TAIWAN, POW! WOW! LONG BEACHにも参加し、世界中のストリートアートシーンに名が広まる。
- 2016年からは妻、子供と共に拠点をニューヨークに移し活動中。
- 2017年、ART BATTLE in NYで2度の優勝。
- World Baseball Classicの広告を手掛ける。
- 2018年ハリウッド映画会社ユニバーサルピクチャーズからの依頼で映画『パシフィック・リム: アップライジング』の壁画、広告を手がける。
- ニューヨーク、ワールドトレードセンターからの依頼で、過去の事故のイメージを変え為のアートプロジェクトに参加し壁画を制作。ワールドトレードセンター内にアトリエを持つ。
- 「SECRET WALLS×G-SHOCK」のバトルで勝利によりG-SHOCKから自身のモデルのリリース権を得る。
- 日清 カップヌードルの広告を手掛ける
- 5月には出身地である滋賀県日野町にて町とタッグを組み、2日間のキャンプフェス『HINO BIG TIME GROOVE』を開催する。
- 11月ART BATTLE NY Championshipsにて優勝しNYチャンピオンとして出場したUS Championshipsでも優勝しアメリカチャンピオンに輝く。
- 2019年ニューヨーク、ブロンクスにあるギャラリーCompound Gallery にて個展を開催。オープニングパーティーでは400人以上のニューヨーカーが集まり話題になる。